# Adriana da Silva
Adriana Aparecida da Silva (Cruzeiro, Brasil, 22 de juliol de 1981) és una corredora de llarga distància brasilera que competeix actualment en maratons i mitjanes maratons, representant al seu país en campionats a nivell mundial, tant en pista com en cross country. Ha guanyat dos medalles d'or corrent marató en els Jocs Panamericans de Guadalajara 2011 i Toronto 2015. És membre del Esporte Clube Pinheiros.

## Carrera
Adriana da Silva va néixer en Cruzeiro, São Paulo el 1981. Va representar a Brasil en la categoria de menors del Campionat Mundial de Camp a través durant els anys 1998 i 2000. Després d'haver obtingut el títol nacional en intervé marató, va fer la seva primera aparició en l'escenari mundial durant el Campionat Mundial de Mitja Marató, realitzat en Nova Delhi en 2004, on va arribar a ocupar el 39.° lloc.
Després d'un breu descans en la seva carrera d'atletisme, da Silva va tornar a l'activitat en 2008 i va córrer representant al seu país en el Campionat Mundial de Camp a través en Amán (Jordània), culminant la competència en el 82.° lloc. Va fer el seu debut en marató durant la Marató de Santa Catarina en Florianópolis, guanyant en el seu primer intent, amb un temps de 2:41:30 hores. Va ser seleccionada per integrar l'equip brasiler en el Campionat Mundial d'Atletisme de 2009, realitzat en Berlín, lloc on va millorar la seva marca personal, acabant en el lloc 43.º de la carrera amb 2:40:54.
En 2010, va quedar en tercer lloc en la Marató de São Paulo. Al juliol va guanyar la mitja marató de Rio de Janeiro, la qual cosa li va valer per classificar al Campionat Mundial de Mitja Marató IAAF en Nanning, on va aconseguir ocupar el 25.º lloc en el rànquing. En la Marató de Berlín, que es va efectuar al setembre de 2010, va tenir una significativa millora que li va permetre col·locar-se en setena ubicació, amb un temps de 2:32:30.
En 2011, va córrer en la Marató de la ciutat de Viena, arribant en la sisena posició amb un temps de 2:33:48. Més tard en aquest mateix any, va guanyar el títol sud-americà en mitja marató. Als Jocs Panamericans de 2011 va ascendir al cim de l'escena regional quan va guanyar la medalla d'or en marató, obtenint el temps de 2:36:37, un rècord en aquests jocs malgrat l'altitud de Guadalajara (1598 m s. n. m.).
 En 2012, va agregar una altra marca personal en la Marató de Tòquio amb 2:29:17, arribant novena en aquella oportunitat. Al juliol, va competir als Jocs Olímpics de Londres, acabant en el 47è lloc, amb un temps de 2:33:15.
En 2015, va aconseguir obtenir la medalla d'or corrent la marató als Jocs Panamericans de Toronto (Canadà), després que l'atleta peruana Gladys Tejeda perdés la seva respectiva medalla daurada per dopatge. També va trencar el rècord dels Jocs Panamericans amb el seu temps de 2:35:40.

## Rècords personals
- 5000 m: 16:12.88 - São Paulo , 8 de juny de 2013.[10]
- 10 000 m: 33:21.59 - São Paulo , 6 de juny de 2013.[2]
- Mitja marató: 1:13:16 - Buenos Aires , 11 de setembre de 2011.[2]
- Marató: 2:29:17 - Tòquio , 26 de febrer de 2012.[2]

## Participacions internacionals
Llistat de participacions destacades de caràcter internacional en les quals Adriana Aparecida da Silva ha participat:
| Any                                   | Competició                                      | Ciutat         | País            | Posició        | Prova                  | Notes        | Ref.          |
| ------------------------------------- | ----------------------------------------------- | -------------- | --------------- | -------------- | ---------------------- | ------------ | ------------- |
| 1998                                  | Campionat Sud-americà de Cross Country - Menors | Artur Nogueira | Brasil          | 7a.            | 6 km                   | 24:37        | [ 1 ]         |
| 1998                                  | Campionat Mundial de Camp a través - Menors     | Marrakech      | Marroc          | 108.ª          | 6 km                   | 25:16        | [ 2 ]         |
| 2000                                  | Campionat Sud-americà de Cross Country - Menors | Cartagena      | Colòmbia        | 4a.            | 6 km                   | 23:11        | [ 1 ]         |
| 2000                                  | Campionat Mundial de Camp a través - Menors     | Vilamoura      | Portugal        | 115.ª          | Plantilla:Formatnum km | 25:37        | [ 2 ]         |
| 2004                                  | Campionat Mundial de Mitja Marató               | Nova Delhi     | Índia           | 39.ª           | Intervé marató         | 1:19:49      | [ 2 ]         |
| 2009                                  |                                                 |                |                 |                |                        |              |               |
| Campionat Mundial de Camp a través    | Amán                                            | Jordània       | 82.ª            | 8 km           | 31:40                  | [ 2 ]        |               |
| Campionat Mundial d'Atletisme         | Berlín                                          | Alemanya       | 42.ª            | Marató         | 2:40:54                | [ 2 ]        |               |
| 2010                                  | Campionat Mundial de Mitja Marató               | Nanning        | R.P. de la Xina | 25.ª           | Intervé marató         | 1:14:24      | [ 2 ]         |
| 2010                                  | Marató de Berlín                                | Berlín         | Alemanya        | 7a.            | Marató                 | 2:32:30      | [ 2 ]         |
| 2011                                  |                                                 |                |                 |                |                        |              |               |
| Campionat Sud-americà de Mitja Marató | Buenos Aires                                    | Argentina      | Or              | Intervé marató | 1:13:16                | [ 2 ] [ 11 ] |               |
| Jocs Panamericans                     | Guadalajara                                     | Mèxic          | Or              | Marató         | 2:36:37                | [ 11 ]       |               |
| 2012                                  | Jocs Olímpics                                   | Londres        | Regne Unit      | 47.ª           | Marató                 | 2:33:15      | [ 2 ] [ 12 ]  |
| 2012                                  | Campionat Sud-americà de Mitja Marató           | Asunción       | Paraguai        | Or             | Intervé marató         | 1:17:50      | [ 11 ]        |
| 2013                                  | Campionat Sud-americà d'Atletisme               | Cartagena      | Colòmbia        | 8a.            | 10 000 m               | 36:19.4      | [ 11 ]        |
| 2014                                  | Jocs Sud-americans                              | Santiago       | Xile            | 7a.            | 5000 m                 | 17:20.9      | [ 11 ]        |
| 2014                                  | Jocs Sud-americans                              | Santiago       | Xile            | 8a.            | 10 000 m               | 36:19.4      | [ 11 ]        |
| 2015                                  | Jocs Panamericans                               | Toronto        | Canadà          | Or             | Marató                 | 2:35:40      | [ 9 ]         |
| 2015                                  | Marató de Nagoya                                | Nagoya         | Japó            | 20a.           | Marató                 | 2:35:28      | [ 13 ] [ 14 ] |
| 2016                                  | Marató d'Hamburg                                | Hamburg        | Alemanya        | 8a.            | Marató                 | 2:31:23      | [ 15 ]        |